# Prisoners
Prisoners är en amerikansk dramathrillerfilm från 2013, regisserad av Denis Villeneuve och skriven av Aaron Guzikowski. Filmen har Hugh Jackman och Jake Gyllenhaal i huvudrollerna samt Viola Davis, Maria Bello, Terrence Howard, Melissa Leo och Paul Dano i andra bärande roller. 
Prisoners visades först den 30 augusti 2013 på filmfestivalen i Telluride, Colorado, innan den hade sin officiella biopremiär den 20 september 2013 i resten av USA. Filmen hade svensk premiär den 1 november 2013. På Oscarsgalan 2014 nominerades filmen för bästa foto, men Gravity vann i kategorin.

## Handling
Familjefadern Keller Dover (Hugh Jackman) är en religiös man som bor i Pennsylvania och driver ett timmermansföretag i kris. En dag besöker han och familjen Dover sina grannar, familjen Birch, för att fira Thanksgiving-middag med dem. Under middagen försvinner båda familjernas döttrar, Anna Dover (Erin Gerasimovich) och Joy Birch (Kyla Drew Simmons). Familjernas enda spår är en husbil som flickorna lekte på tidigare. Kriminalinspektör Loki (Jake Gyllenhaal) kopplas in i fallet och misstänker först Alex Jones (Paul Dano), husbilens förare, för att ha kidnappat flickorna. Alex försöker fly, men kraschar istället husbilen mot träden.
Under Lokis polisförhör får man reda på att Alex har en intelligenskvot som en tioåring och frisläpps på grund av för få bevis. Men Keller ber Loki hålla kvar Alex ett litet tag till. Loki knackar sen dörr hos några som hade dömts för sexbrott. När han går hem till en alkoholiserad präst, fader Patrick Dunn (Len Cariou), hittar han ett ruttnande lik nere i källaren. Fader Dunn säger att liket är en man som kom till honom för att bikta sig efter att ha dödat 16 barn. Alex blir sen frisläppt i alla fall men när Keller kommer säger Alex: "De grät inte förrän jag lämnade dem." Då är Keller mer än säker på att Alex vet var flickorna är, så han bestämmer sig för att ta fallet i egna händer genom att bevaka och följa efter Alex i sin bil för att få reda på var flickorna kan vara. 
När Keller hör Alex sjunga en text som flickorna sjöng precis innan de försvann, kidnappar han Alex och fängslar honom i en övergiven lägenhet registrerad till Keller. Han tar hjälp av Joys far, Franklin Birch (Terrence Howard). Utan att lyckas försöker de tillsammans ta reda på om Alex vet var flickorna kan vara, genom att slå och tortera honom. Franklin känner sig skyldig över vad han har gjort, och berättar senare för sin fru, Nancy Birch (Viola Davis), vad han och Keller har gjort och tar henne till lägenheten för att se Alex. Efter att ha misslyckats gång efter gång bygger Keller en egentillverkad duschbod och fängslar Alex där. Franklin vägrar att samarbeta med Keller, vilket leder till att Keller ger honom två val: att fortsätta låta Keller tortera Alex eller släppa honom. Paret Birch väljer att låta Keller tortera Alex utan att samarbeta eller ingripa. Senare berättar Alex för Keller att han inte heter Alex Jones och att han rymde från en så kallad "labyrint", vilket leder till att Keller besöker Alexs faster, Holly Jones (Melissa Leo), för att få reda på mer information om "labyrinten".
Loki besöker Bob Taylor (David Dastmalchian), en misstänkt som Loki stötte på och jagade tre kvällar innan. Han bryter sig in i Taylors hus och arresterar honom. Loki upptäcker att hans hus är täckta med konstiga och strukturerade labyrinter. I ett gårdsrum ligger även flera lådor som innehåller labyrintböcker, ormar och barnkläder täckta med blod. På polisstationen arbetar Taylor på något som liknar en labyrint, men Lokis tålamod börjar ta slut så han går in och avbryter Taylor, men då lyckas Taylor på något sätt lägga vantarna på en pistol och begå självmord. Det visar sig att Taylor hade ljugit om sin inblandning i morden; blodet på barnkläderna var egentligen grisblod och kläderna var stulna efter kidnappningen. Lite senare kommer Loki på att den labyrinten som Taylor jobbade på liknar ett smycke som liket han hittade hos fader Dunn hade på sig.
Senare hittas Joy oskadd och tas till sjukhus. Hon är i bedövat tillstånd och påstår att hon hade "hört" Keller medan hon hölls som fånge. Detta leder till att Keller springer iväg från sjukhuset, samtidigt som Loki jagar efter honom. Loki lyckas inte stoppa Keller, men åker till hans lägenhet och upptäcker den kidnappade Alex. Den kvällen beger sig Keller till Hollys hus. Han har insett att det var hos familjen Jones som Joy hade hört honom. Holly konfronterar Keller genom att hota honom med en revolver och därefter söva honom. Hon avslöjar att det var hon som låg bakom hela kidnappningen samt att hon och hennes make hade kidnappat många barn innan, inklusive Bob Taylor. Detta gjordes för att få föräldrarna till barnen att förlora sin tro på Gud, som en del av att "starta en kamp mot Gud" eftersom Gud lät deras son avlida i cancer vid en tidig ålder. När Keller vägrar att gå ner i en grop gömd under en bil skjuter Holly honom i benet för att tvinga honom. Väl inne hittar Keller en visselpipa tillhörande hans dotter. Keller vet att han har förlorat blod och är döende, och ber en bön till Gud att bevaka över Anna.
Loki åker till Hollys hus för att rapportera till henne om att Alex har hittats. Han tittar på ett foto på Hollys make och upptäcker då att maken har just det smycket som liket hos fader Dunn hade på sig. Han tar fram pistolen och ser sig försiktigt omkring och då upptäcker han Holly, som håller på att mörda Anna. Loki beordrar henne att släppa vapnet. Holly vänder sig och försöker skjuta Loki, men han lyckas undvika och dödar Holly. Sedan springer han iväg snabbt med Anna i famnen till det närmaste sjukhuset, där hon återhämtar sig. På sjukhuset tackar Grace Dover (Maria Bello) Loki för sin insats i hela fallet. Hon passar även på att fråga om Keller kommer hamna i fängelset om han hittas. Loki svarar att han förmodligen kommer det. Anna, fortfarande i bedövat tillstånd och inte kan prata, kan ses med en röd visselpipa hängande runt halsen, liknande den förra som hon ägde. Grace berättar för honom att hon köpt henne en ny visselpipa, trots att Anna påstår att hon hade hittat den gamla med Joy innan de blev kidnappade. Det avslöjas också att Alex egentligen heter Barry Milland och att han kidnappades av Holly Jones och hennes make för 26 år sedan. Loki åker senare tillbaka till familjen Jones hus, som nu blivit en brottscen. Ensam hör han plötsligt ljudet från en visselpipa.

## Rollista (i urval)
- Hugh Jackman – Keller Dover, en religiös man som driver ett timmermansföretag och fadern i familjen Dover.
- Jake Gyllenhaal – Kriminalinspektör Loki, en utredare som blir inblandad i fallet.
- Viola Davis – Nancy Birch, Franklin Birchs hustru.
- Maria Bello – Grace Dover, Keller Dovers hustru och mor i familjen Dover.
- Terrence Howard – Franklin Birch, Nancy Birchs make.
- Melissa Leo – Holly Jones, Alex Jones' "faster" och huvudantagonisten.
- Paul Dano – Alex Jones, en mentalt funktionsnedsatt person och en av de huvudmisstänkta i fallet.
- Dylan Minette – Ralph Dover, sonen i familjen Dover.
- Zoe Borde – Eliza Birch, en av döttrarna i familjen Birch.
- Erin Gerasimovich – Anna Dover, den försvunna dottern i familjen Dover och Joy Birchs vän.
- Kyla Drew Simmons – Joy Birch, den försvunna dottern i familjen Birch och Anna Dovers vän.
- Wayne Duvall – Poliskapten Richard O'Malley, Lokis chef.
- Len Cariou – Fader Patrick Dunn, en alkoholiserad präst.
- David Dastmalchian – Bob Taylor, en av de huvudmisstänkta i fallet.
- Jeff Pope – Elliot Milland

## Om filmen

### Produktion
Den 22 april 2011 bekräftades Denis Villeneuve som regissör över filmen; Bryan Singer och Antoine Fuqua var tidigare kandidater till regissörsstolen. Den 23 december 2011 avslöjades det att Aaron Guzikowski skulle skriva manuskriptet till filmen.

### Rollbesättning
Den 18 december 2009 utannonserade staden Derby i delstaten Connecticut ut att de sökte över 750 statister för filmen. Den 15 mars 2012 blev det klart att Hugh Jackman skulle medverka i filmen som huvudrollsinnehavaren Keller Dover; Mark Wahlberg, Leonardo DiCaprio, och Michael Fassbender var tidigare tänkta för rollen. Detta följdes av Melissa Leo, som säkrade en roll. Den 2 oktober 2012 landade Jake Gyllenhaal en av huvudrollerna som Kriminalinspektör Loki – Christian Bale och Russell Crowe var tidigare intresserade. En vecka senare accepterade Paul Dano en roll. Den 3 november 2012 anslöt Viola Davis till filmen och följdes senare av Maria Bello och Terrence Howard.

### Inspelning
Prisoners spelades in mellan januari och mars 2013 i städerna Atlanta, Conyers och Porterdale i delstaten Georgia.

## Mottagande

### Kritisk respons
Prisoners har fått positiva recensioner från filmkritiker. På Rotten Tomatoes håller filmen för närvarande betyget 81%, baserat på 214 recensioner, med ett genomsnittligt betyg på 7.3 på en skala av 10. Metacritic rapporterade ett betyg på 74 på en skala av 100, baserat på 46 recensioner.
I Sverige har filmen även fått positiv respons. Karoline Eriksson på Svenska Dagbladet kallade filmen "klart godkänt", och gav filmen betyget 4 av 6. Mats Johnson på Göteborgs-Posten gav filmen 3 av 5 i betyg.
Prisoners slutade på tredje plats bakom Stephen Frears Philomena och 12 Years a Slave av Steve McQueen vid prisröstningen av BlackBerry People's Choice Award i Toronto International Film Festival 2013. Jake Gyllenhaal blev belönad ett pris för sin insats som Kriminalinspektör Loki i kategorin "Årets bästa manliga biroll" på Hollywood Film Festival 2013. Carlos de Abreu, Hollywood Film Festivals grundare hyllade Gyllenhaals karaktär som "ett verkligt och övertygande, subtilt skiktad skildring av en man vars uppgift är omöjlig och driven av de demoner i hans eget förflutna. Jake har gett en mängd av anmärkningsvärda prestationer under hela sin karriär men att hans arbete i denna film uppnår en ny nivå av komplexitet, vilket återspeglas i de positiva recensioner filmen har mottagit."

### Kommersiell respons
Från och med den 7 november 2013 har filmen spelat in $60 090 012 i Nordamerika och $48 208 895 i utländska länder, sammanlagt $108 298 907.